# Sonnenberg (Untereichsfeld)
Der Sonnenberg ist ein 277,5 m ü. NHN hoher Berg im Untereichsfeld in Südniedersachsen, Deutschland.

## Geographische Lage
Der Sonneberg liegt am westlichen Rand des Untereichsfeldes zwischen den Ortschaften Seulingen im Nordosten und Falkenhagen im Westen. Duderstadt liegt etwa sieben Kilometer in südöstlicher Richtung und die Kreisstadt Göttingen ungefähr 13 Kilometer in westlicher Richtung. Der Sonnenberg ist über einen schmalen Sattel mit dem südwestlich gelegenen Ottenberg (277,2 m) verbunden. Nach Norden wird er eingegrenzt von der Suhle (Hahle), im Osten vom Gothenbeek und im Süden vom Habichtstal.

## Naturräumliche Einordnung
Der Berg zählt nach der naturräumlichen Gliederung im Blatt Göttingen zum Becken von Sattenhausen (Nr. 375.0) innerhalb des Unteren Eichsfeldes (Nr. 375) und ist Teil der Weser-Leine-Berglandes (Nr. 37).

## Besonderheiten
Die bewaldete Bergkuppe ist Teil eines kleinen Höhenrücken zwischen dem Duderstädter Becken mit der Goldenen Mark im Osten und dem nördlichen Teil des Hügellandes des Unteren Eichsfelds im Westen, wobei das Becken von Sattenhausen nicht mehr zum historischen Eichsfeld gehört. Der Höhenrücken reicht im Norden vom Westerberg (265,1 m), dem Sonnenberg, über den Silberberg (ca. 275 m), den Fuchsberg (ca. 285 m), das Hainholz (293,7 m) bis zum Roten Uferberg (ca. 360 m) nahe der thüringischen Landesgrenze, wo er in den Höhenzug des Zehnsberges übergeht.
Über das Berggebiet führen einige Wanderwege unter anderem zu einer Schutzhütte und zahlreichen Hügelgräbern aus der Bronzezeit. Der Berg gehört zum Seulinger Wald und zum Landschaftsschutzgebiet Untereichsfeld. Die Realgemeinde Seulingen ist Besitzer Seulinger Waldes als Genossenschaftswald. Hauptbaumarten sind Buche 63 %, Fichte 19 %, Lärche 11 % und Eiche 5 %. Südlich des Sonnenberges und westlich des Ottenberges verliefen die historische Grenzen zwischen dem kurmainzischen Eichsfeld, dem Fürstentum Braunschweig und dem landgräflich hessischen Amt Neuengleichen, woran noch zahlreiche Grenzsteine erinnern. 